# Khoisansprachen

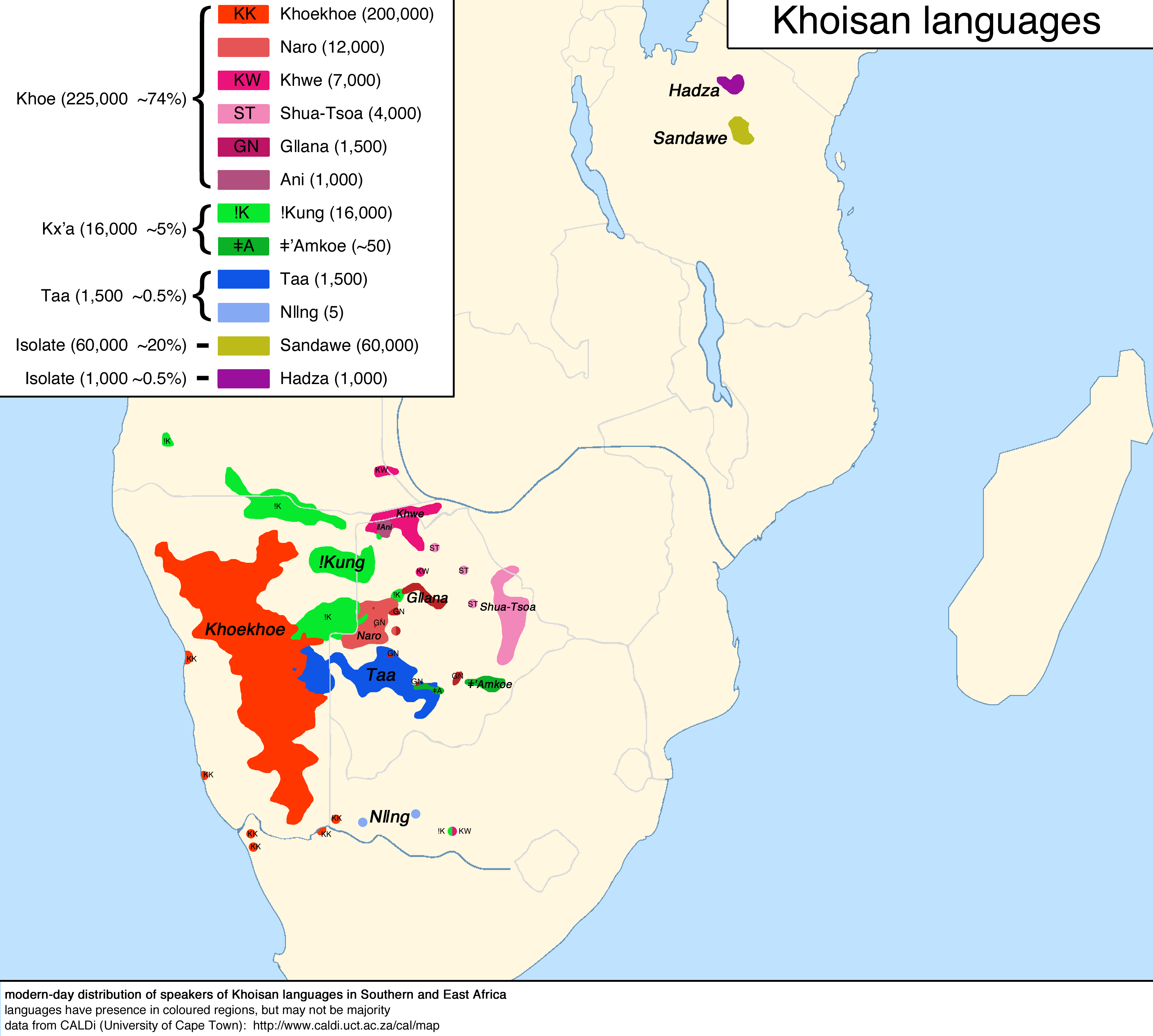
Verbreitungsgebiet und Sprecherzahl der Khoisansprachen

Als Khoisan-Sprachen werden Sprachen im südlichen Afrika (Südafrika, Namibia, Angola und Botswana) sowie in Tansania bezeichnet, deren Phoneminventar Klicklaute enthält und die nicht zu den Niger-Kongo-Sprachen, den nilosaharischen oder afroasiatischen Sprachen gehören. Die Khoisansprachen bilden keine genetische Einheit (Sprachfamilie); ihr sprachliches Areal umfasst je nach Definition mindestens drei Sprachfamilien sowie einige isolierte Sprachen. Eine allen Khoisansprachen gemeinsame Ursprache lässt sich nicht rekonstruieren.
Khoisansprechende Gruppen sind insbesondere die im Süden und Südwesten Afrikas lebenden San und Khoikhoi. Diese werden zusammenfassend  als Khoisan-Völker bezeichnet und sind nicht nur anhand ihrer meist helleren Hautfarbe genetisch klar von den anderen Völkern Afrikas abgrenzbar. Außerdem khoisansprachig sind die schwarzafrikanischen Damara, welche auch aufgrund der gemeinsamen Geschichte mitunter zu den Khoisanvölkern gezählt werden. Die in Tansania lebenden Hadza und Sandawe werden aufgrund typologischer Gemeinsamkeiten manchmal zu den Khoisansprachen hinzugezählt und auch in diesem Artikel aufgeführt.
Charakteristisch für die Khoisansprachen sind die Klicklaute und umfangreiche Phoneminventare (den Rekord mit 164 Phonemen hält ǃXóõ). Ebenfalls typisch sind Nominalklassensysteme.
Vor der Expansion der Bantu bildeten die Khoisangruppen in einem großen Teil des südlichen Afrikas die Mehrheitsbevölkerung. Von ihnen übernahmen manche Bantusprachen im südlichen Afrika sowie vielleicht die in Kenia gesprochene Sprache Dahalo ebenfalls Klicklaute. Sie gelten jedoch nicht als Khoisansprachen, da sie anderen Sprachfamilien zugeordnet werden können. Umstrittenen Theorien nach könnten diese Klicks Relikte einer „Ursprache“ der Menschheit sein. Heute sind diese Sprachen hochgradig gefährdete Minderheitensprachen, wobei das als Khoekhoegowab bezeichnete Dialektkontinuum, vor allem in Namibia, noch die größte Verbreitung hat.
Die Wissenschaft von den Khoisansprachen und den damit verbundenen Kulturen und Völkern wird Khoisanistik genannt. Sie ist ein Teilgebiet der Afrikanistik.

## Sprachfamilien der Khoisansprachen
Innerhalb der Khoisansprachen lassen sich folgende Sprachfamilien mit den Methoden der vergleichenden Sprachwissenschaft rekonstruieren (die Einteilung in verschiedene einzelne Sprachen wird dadurch verkompliziert, dass viele Khoisansprachen keine eigene Bezeichnung für ihre Sprache haben. Daher muss der Name oft erst von Linguisten kreiert werden. Da dies nicht immer eindeutig möglich ist, hat sich eine gewisse Fülle an Bezeichnungen etabliert – unter anderem auch deshalb, weil verschiedene Sprecher unterschiedliche Auskünfte geben). Synonyme oder nah verwandte Dialekte werden hier mit Kommas getrennt:

### Hadza
- Hadza (isoliert, 800 Sprecher in Tansania)

### Sandawe
- Sandawe (isoliert, 40.000 Sprecher in Tansania)

Verteilung des Khoekhoegowab als Muttersprache in Namibia (2011)
1%
1–5,99 %
6–10,99 %
11–20,99 %
21–30,99 %
31–49,99 %

### Khoe-Kwadi
Auch unter der älteren Bezeichnung Zentral-Khoisan-Sprachen bekannt.
- Kwadi (ausgestorben) [Nach T. Güldemann und R. Voßen, in Heine/Nurse (2000): isolierte Sprache]

- Khoe
  - Khoekhoe
    - Khoekhoegowab (300.000 Sprecher, Dialektkontinuum, beinhaltet Nama, Damara, Haiǁom, ǂAakhoe und Topnaar)
    - Eini (ausgestorben)
    - Süd-Khoekhoe
      - Koranna (6 Sprecher, aussterbend), !Kora, Kora, !Korana, Korana
      - Xiri (90 Sprecher, Dialektkontinuum, aussterbend)

  - Tshu-Khwe (oder Kalahari) verloren teilweise ihre Schnalzlaute
    - Ost-Tshu-Khwe (Ost-Kalahari)
      - Shua (6.000 Sprecher, Dialektkontinuum, beinhaltet Deti, Tsʼixa, ǀXaise und Ganádi)
      - Tsoa (9.300 Sprecher, Dialektkontinuum, beinhaltet Cirecire und Kua)

    - West-Tshu-Khwe (West-Kalahari)
      - Kxoe (11.000 Sprecher, Dialektkontinuum, beinhaltet ǁAni und Buga)
      - Naro (14.000 Sprecher, Dialektkontinuum)
      - Gǀui-Gǁana (4.500 Sprecher, Dialektkontinuum, beinhaltet Gǀui/Gǀwi, Gǁana und ǂHaba)

### Tuu
Auch unter der älteren Bezeichnung Süd-Khoisan-Sprachen bekannt. Von den zwei Hauptzweigen dieser Familie wird heute nur noch je eine Sprache gesprochen.
- ǃUi
  - Nǁng, ǂKhomani, Nǀuu (8 Sprecher in Südafrika, aussterbend)
  - ǀXam, ǀXam Kaǃkʼe (ausgestorben)
  - Vaal-Orange: ǂUngkue, ǁŨǁʼe (ausgestorben)
  - Outliers: ǁXegwi, ǃGãǃne (ausgestorben)

- TaaEine Aufzeichnung auf Taa über den Initiationsritus bei Mädchen
  - Ost: ǃXóõ, !Xoon (Dialektkontinuum, 4.200 Sprecher, vorwiegend in Botswana)
  - West: Nǀamani, Nǀuǁen
  - Lower Nosop: ǀʼAuni, ǀHaasi (ausgestorben)

### Ju-ǂHõã,Kxʼa
Auch unter der älteren Bezeichnung Nord-Khoisan-Sprachen bekannt.
- !Kung (Dialektkontinuum mit etwa 45.000 Sprechern), Synonyme: ǃXũũ, !Xun, Ju
  - Sekele
  - Ekoka-!Kung
  - Zentral-!Kung
  - Juǀ’hoan (Southern/Southeastern ǃKung) oder ǂKxʼauǁʼein (Eastern Juǀ’hoan, Gobabi ǃKung)
- ǂʼAmkoe (200 Sprecher in Botswana, aussterbend) [Nach T. Güldemann und R. Voßen, in Heine/Nurse (2000): isolierte Sprache]
  - ǂHoan
  - Nǃaqriaxe
  - Sasi

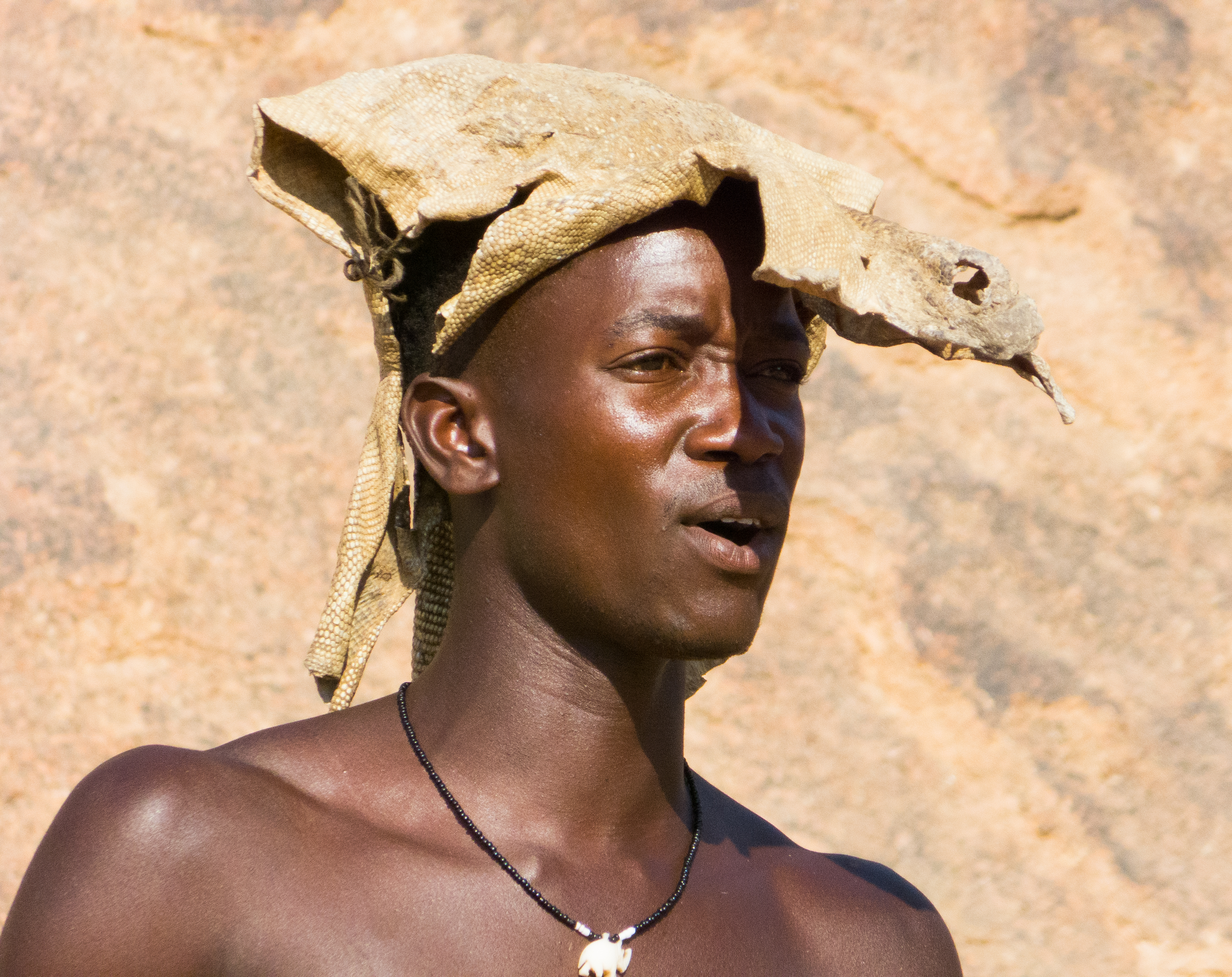
Die Damara sind schwarzafrikanischen Ursprungs
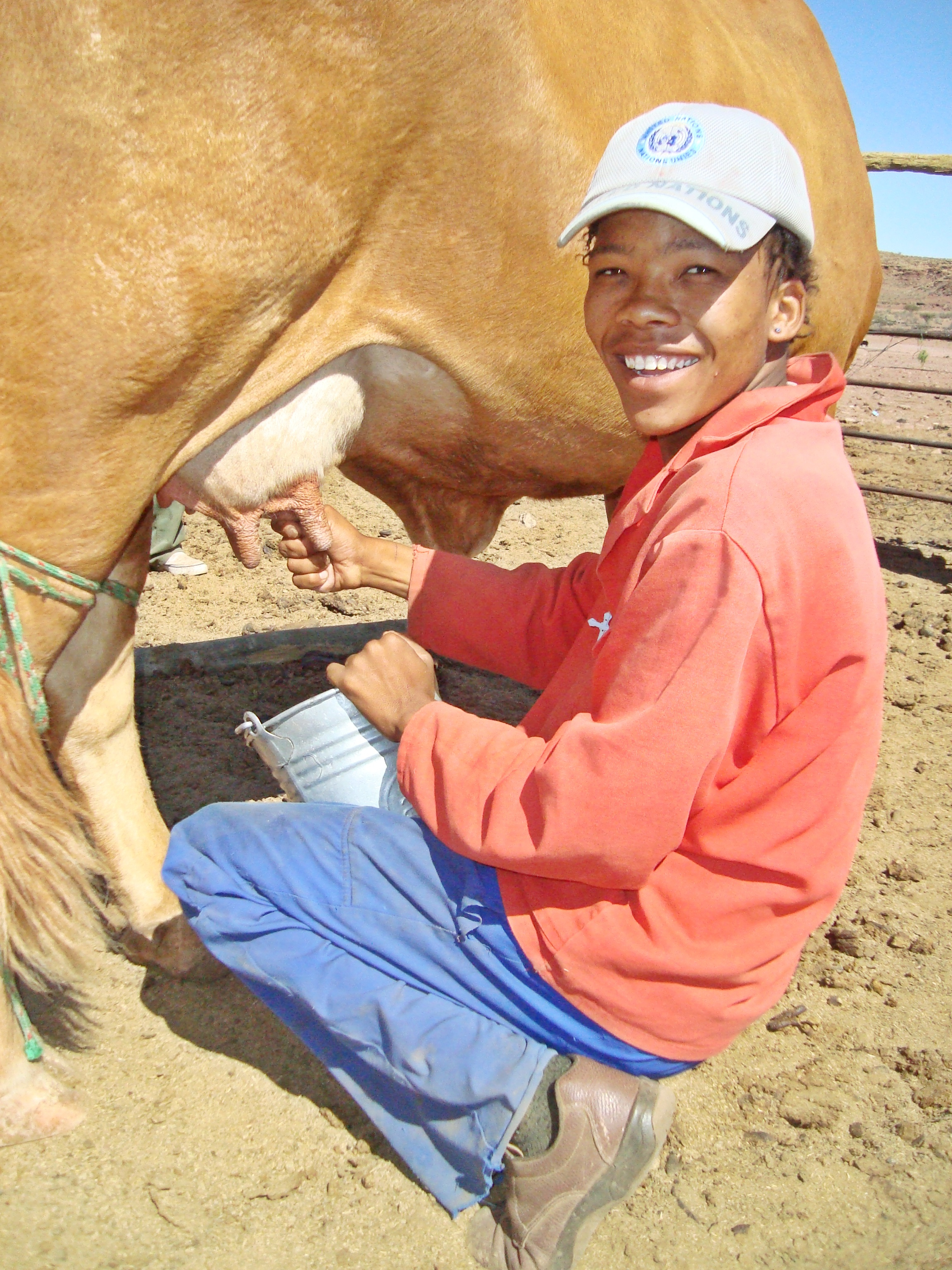
Die Nama waren traditionell nomadische Wanderhirten
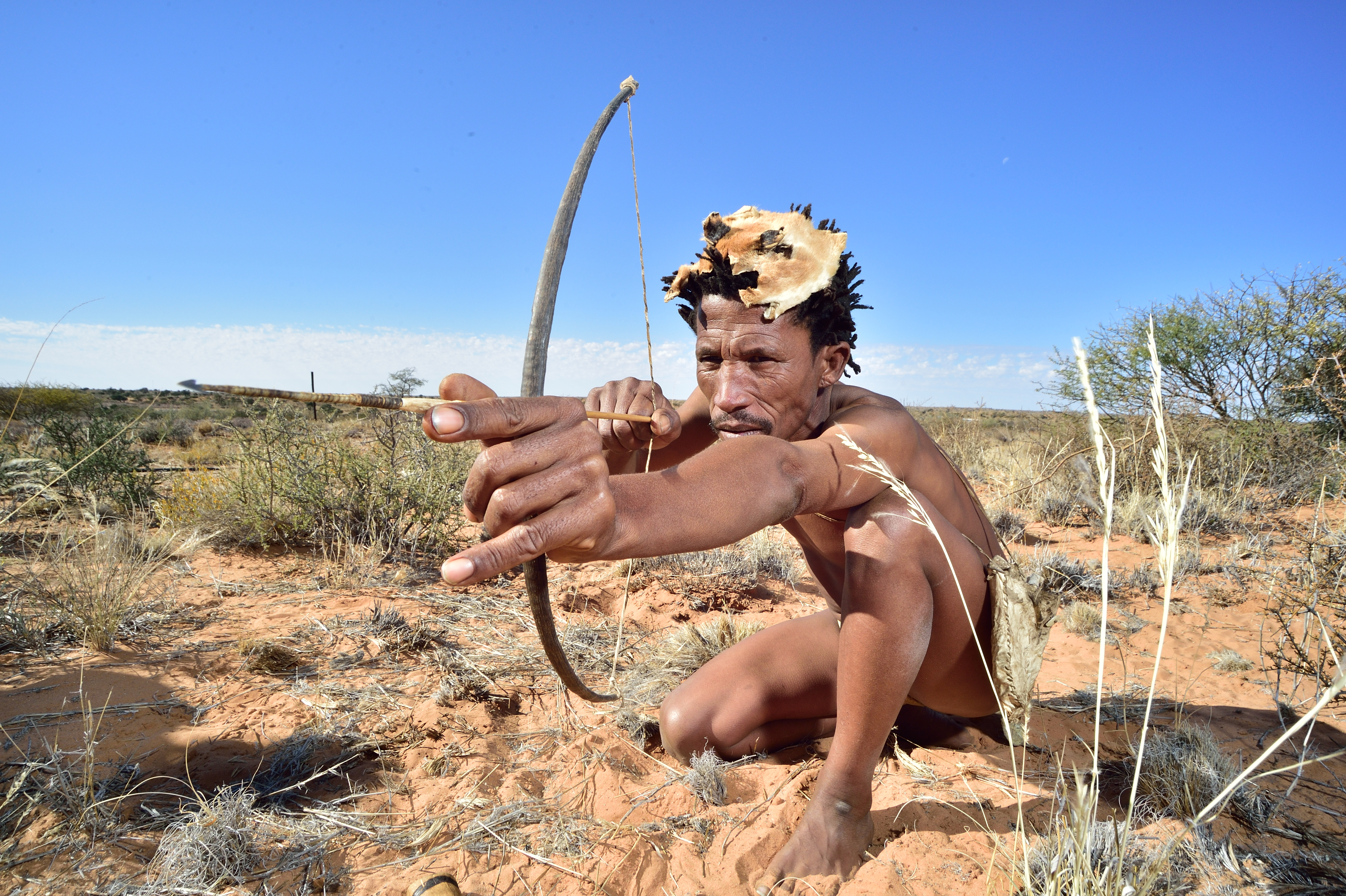
ǂKhomani-Mann (seine Sprache ist aussterbend)
San der Naro
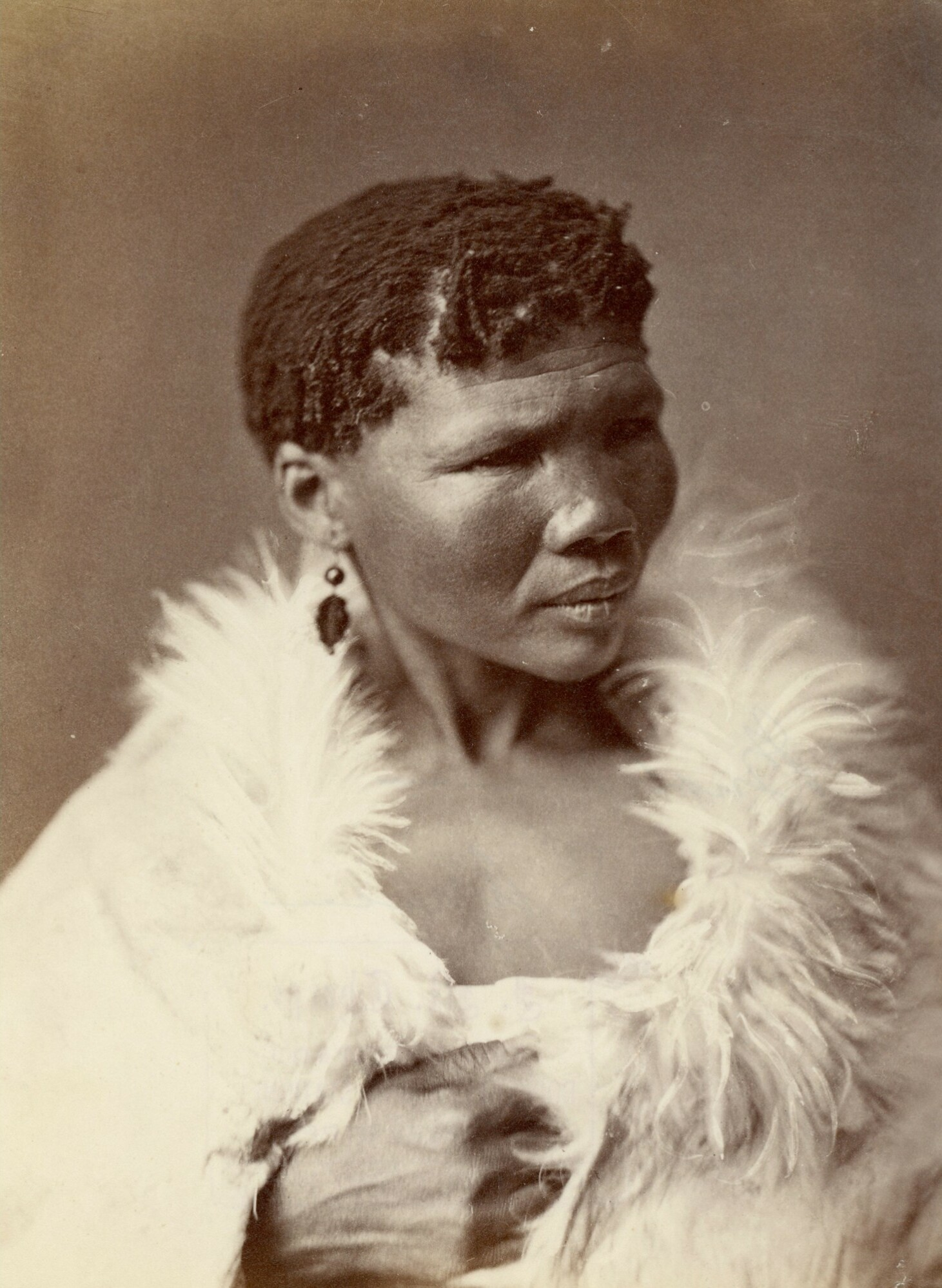
Frau der ausgestorbenen ǀXam, 1874

## Mögliche interne Beziehungen

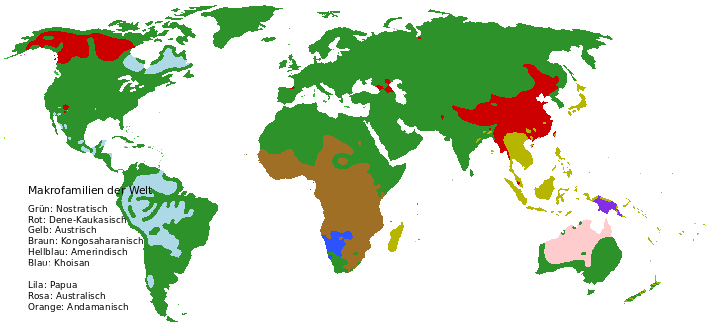
Hypothetische Makrofamilien der Welt nach Joseph Greenberg und Anderen.
Die vorgeschlagene Khoisan-Makrofamilie ist blau dargestellt

Nord- und Südkhoisan sowie ǂHõã weisen dabei untereinander besonders viele typologische Gemeinsamkeiten auf, ohne dass dies genetisch bedingt sein muss, z. B. die Grundwortfolge Subjekt-Verb-Objekt (SVO) sowie wenig Flexionsmorphologie im Gegensatz zu den Zentral-Khoisan-Sprachen, die die Wortfolge Subjekt-Objekt-Verb (SOV) sowie eine reichhaltige Flexion aufweisen.
Eine genetische Verwandtschaft zwischen Khoe und Kwadi sowie wahrscheinlich auch Sandawe wird von Güldemann/Elderkin vermutet. Anhaltspunkte dafür sind z. B. die singularischen Personalpronomen dieser Sprachen (Proto-Khoe-Kwadi ist eine gemeinsame, rekonstruierte Vorstufe von Khoe und Kwadi):
| Pronomen                             | Sandawe   | Proto-Khoe-Kwadi                            |
| ------------------------------------ | --------- | ------------------------------------------- |
| 1. Person singular                   | tsi       | *ti (Kwadi: tʃi)                            |
| 2. Person singular                   | ha-       | *sa                                         |
| 3. Person (Basis)                    | he-       | *xa- (Kwadi: ha-)                           |
| 3. Person maskulin singular (Suffix) | -w(e), -m | *-V[vorn] (vorderer Vokal) (Khoe: -bV, -mV) |
| 3. Person feminin singular (Suffix)  | -su       | *-V[vorn] (vorderer Vokal) (Khoe: -sV)      |

## Status
In Simbabwe wurde Khoisan 2013 als Amtssprache anerkannt.